# Mormolyca peruviana
Mormolyca peruviana är en orkidéart som beskrevs av Charles Schweinfurth. Mormolyca peruviana ingår i släktet Mormolyca och familjen orkidéer. Inga underarter finns listade i Catalogue of Life.